# 贾帕尔·阿比布拉
贾帕尔·阿比布拉（維吾爾語：جاپپار ھەبىبۇللا‎，拉丁维文：Jappar Hebibulla；1952年6月—），男，维吾尔族，新疆吉木萨尔人，中华人民共和国政治人物，曾任新疆维吾尔自治区人民政府副主席，新疆维吾尔自治区人大常委会副主任。